# Liste der Kulturdenkmäler in Kassel
Die folgende Liste enthält die in der Denkmaltopographie ausgewiesenen Kulturdenkmäler auf dem Gebiet  der  Stadt Kassel, Hessen.
Hinweis: Die Reihenfolge der Denkmäler in dieser Liste orientiert sich zunächst an Stadtteilen und anschließend der Anschrift, alternativ ist sie auch nach der Bezeichnung oder der Bauzeit sortierbar.
Kulturdenkmäler werden fortlaufend im Denkmalverzeichnis des Landes Hessen durch das Landesamt für Denkmalpflege Hessen auf Basis des Hessischen Denkmalschutzgesetzes (HDSchG) geführt. Die Schutzwürdigkeit eines Kulturdenkmals hängt nicht von der Eintragung in das Denkmalverzeichnis des Landes Hessen oder der Veröffentlichung in der Denkmaltopographie ab.

## Aufteilung
Wegen der großen Anzahl an Kulturdenkmälern wurde die Denkmalliste in Teillisten nach den 23 Stadtteilen aufgegliedert:
| - Einzeldenkmäler | - Gesamtanlage Ständeplatz |

| - Einzeldenkmäler - Karlsaue - Akademiestraße - Gartenstadt Auefeld - Frankfurter Straße I / Beethovenstraße | - Frankfurter Straße II - Heckerstraße/Südstadt - Heinrich-Heine-Straße - Mozartstraße - Philosophenweg |

| - bisher fehlend |

| - bisher fehlend |

| - Einzeldenkmale - Friedhof Wahlershausen - Schlosspark Wilhelmshöhe - Dorfkern Wahlershausen - Ederweg - Elgershäuser Straße - Flüsseviertel | - Kirchditmolder Straße - Lüttichkaserne - Rammelsbergstraße - Villenkolonie Mulang - Villenviertel Wahlershausen - Wilhelm-Schmidt-Straße - Wittich-Kaserne |

| - Einzeldenkmäler |

| - bisher fehlend |

| - Einzeldenkmäler - Am Anger/Hirtenweg - Am Kirchhof | - Eschebergstraße - Escheberg-/Wolfhager Straße - Wolfhager Straße |

| - Einzeldenkmäler - Baumgartenstraße - Bardeleben-/Dalwigkstraße - Bruchstraße | - Dorfkern Kirchditmold - Gerlandstraße/Schmerfeldstraße - Riedwiesensiedlung - Wurmbergstraße |

| - bisher fehlend |

| - bisher fehlend |

| - bisher fehlend |

| - bisher fehlend |

| - Einzeldenkmäler | - Pferdemarkt - Lohgerberhäuser |

| - bisher fehlend |

| - bisher fehlend |

| - bisher fehlend |

| - bisher fehlend |

| - bisher fehlend |

| - bisher fehlend |

| - Einzeldenkmäler | - Kloster Nordshausen - Dorfkern Nordshausen |

| - Einzeldenkmäler |

| - Unterneustadt (unvollständig) |